# Военный мемориал в Кранджи
Военный мемориал в Кранджи (китай.: 克兰芝阵亡战士公坟; малайск. Tanah Perkuburan Perang Kranji; там. கிராஞ்சி போர் நினைவு) расположен на Вудлэндс-роуд, 9 в Кранджи на севере Сингапура. Он посвящён гражданам Великобритании, Австралии, Канады, Шри-Ланки, Индии, Малайи, Нидерландов и Новой Зеландии, погибшим во время защиты Сингапура и Малайи от японской агрессии во Второй мировой войны. Включает в себя военное кладбище, мемориальные стены, государственное кладбище и воинские захоронения.
Военный мемориал символизирует 3 рода войск — авиацию, сухопутную армию и морской флот. Опоры, поддерживающие конструкцию, обозначает марширующих солдат. Плоскость, которую они несут, похожа на крыло самолёта и символизирует авиацию, а конструкция, возносящаяся вверх напоминает перископ подводной лодки, обозначая флот. Все эти 3 элемента составляют общий памятником защитникам Сингапура и Малайи.
На стенах мемориала вписано около 24 000 имён военнослужащих, чьи останки так и не были найдены.
Территория военного мемориала расположена на холмистой местности, окружающая местность практически не тронута человеком, хотя на горизонте хорошо виднеются признаки урбанизации. Также чётко просматривается современный город Джохор-Бару на противоположном малайзийском берегу.

## Военное кладбище
На военном кладбище похоронены останки 4 458 военнослужащих, их захоронения выложены в чёткие ряды, за газонами вокруг тщательно ухаживают. Около 850 человек, нашедших здесь успокоение, не идентифицированы.
К северу от военного располагается государственное кладбище с захоронениями Юсуфа бин Ицхака и Бенджамина Генри Ширса, первого и второго президента Сингапура. К западу от кладбища находятся могилы бойцов Содружества наций, погибших во время периода Индонезийско-малайзийской конфронтации и Войны в Малайе. 69 китайских солдат, служивших в войсках Содружества и убитых японцами в феврале 1942 году похоронены у Китайского мемориала. Кроме того, на кладбище находятся  64 захоронения участников Первой мировой войны.
Будучи первоначально во время японской оккупации Сингапура кладбищем при госпитале, оно стало военным к концу войны. Захоронений индийских солдат здесь нет из-за индийского обычая кремации усопших, но их имена высечены на мемориальных стенах.